# Селихово (Урицкий район)
Селихово — деревня в Урицком районе Орловской области, России.
Входит в состав Городищенского сельского поселения.

## География
Расположена северо-восточнее деревни Алексеевка по обеим сторонам автомобильной дороги Р-120. Южнее деревни протекает река Цон, западнее к деревне примыкает железнодорожная станция (остановочный пункт) Селихово Московской железной дороги.
В Селихово имеются две улицы — Дорожная и Лесная.

## История
Раннее деревня называлась ‒ Середние Сычи.
Близ деревни, в междуречье рек Цон и Орлица имеются остатки селища VIII—X веков. Здесь обнаружены керамика лепная, близкая роменской, глиняные грузики, пряслица, обломки литейных форм. Исследованы остатки двух наземных построек срубной конструкции с глинобитными печами.

## Население
| 2002 | 2010 |
| ---- | ---- |
| 111  | ↘93  |